# Parigi-Camembert 1970
La Parigi-Camembert 1970, trentunesima edizione della corsa e valida come evento del circuito UCI categoria CB1.1, si svolse il 31 marzo 1970. Fu vinta dal francese Georges Chappe, in 7h24'55".

## Ordine d'arrivo (Top 10)
| Pos. | Corridore         | Squadra                  | Tempo    |
| ---- | ----------------- | ------------------------ | -------- |
| 1    | Georges Chappe    | Fagor-Mercier-Hutchinson | 7h24'55" |
| 2    | Ceest Rentmeester | Caballero                |          |
| 3    | Jan Frijters      | Caballero                |          |
| 4    | Charles Rouxel    | Peugeot-BP-Michelin      |          |
| 5    | Daniel Proust     | Fagor-Mercier-Hutchinson |          |
| 6    | Arie Den Hartog   | Caballero                |          |
| 7    | Robert Bouloux    | Peugeot-BP-Michelin      |          |
| 8    | Wim Schepers      | Caballero                |          |
| 9    | Gilbert Bellone   | Sonolor-Lejeune          |          |
| 10   | Francis Ducreux   | Bic                      |          |